# Hmilno, Radehiv
Hmilno (în ucraineană Хмільно) este o comună în raionul Radehiv, regiunea Liov, Ucraina, formată numai din satul de reședință.

## Demografie
Componența lingvistică a comunei Hmilno
     Ucraineană (99,59%)
     Alte limbi (0,41%)
Conform recensământului din 2001, majoritatea populației comunei Hmilno era vorbitoare de ucraineană (99,59%), existând în minoritate și vorbitori de alte limbi.